# Lyman Hall
Lyman Hall (ur. 12 kwietnia 1724 w Wallingford, zm. 19 października 1790 w hrabstwie Burke) – amerykański lekarz, duchowny i polityk, sygnatariusz Deklaracji niepodległości Stanów Zjednoczonych jako przedstawiciel stanu Georgia. Jego nazwiskiem zostało nazwane hrabstwo Hall.

## Życiorys
W 1747 ukończył Yale, gdzie studiował teologię i medycynę. Na krótki czas w 1749 został kaznodzieją, po czym rozpoczął praktykę lekarską w Wallingford. W 1752 przeniósł się do Dorchester, a kilka lat później do Midway District (hrabstwo Liberty) w stanie Georgia, gdzie kontynuował praktykę zawodową, a także zajmował się uprawą ryżu. Był członkiem konwencji z 1774 i 1775, które odbyły się w Savannah i członkiem Kongresu Kontynentalnego w latach 1775–1777. Po upadku Savannah w 1778 i zdobyciu Sunbury z rodziną przeniósł się na północ; do Savannah powrócił w 1782 i ponownie podjął praktykę lekarską. Był gubernatorem stanu Georgia w 1783 oraz sędzią sądu niższego w hrabstwie Chatham. Z tego urzędu zrezygnował po przeprowadzce do Hrabstwie Burke w stanie Georgia.